# Garde des sceaux de France
Pour les articles homonymes, voir Garde des Sceaux et Garde des Sceaux, ministre de la Justice (France).
vers 1201 – 1790
Le garde des sceaux de France est un officier de la monarchie française sous l'Ancien Régime, et depuis 1848, le garde des Sceaux est l'autre nom du ministre de la Justice, un membre du Gouvernement chargé des services de la Chancellerie (ministère de la Justice).

## Définition
La garde du sceau royal est la principale fonction du chancelier de France, mais lorsque celui-ci est dans l'incapacité de l'exercer, en cas de maladie ou disgrâce, il est remplacé par un garde des sceaux, révocable par le roi.
En 1791, les titres de chancelier de France et de garde des sceaux de France sont réunis et le poste de ministre de la Justice garde du sceau de l'État est créé.
À partir de 1848, sous la IIe République, le garde des Sceaux est l'autre nom du ministre de la Justice, il utilise le grand sceau de France.

## Sous l'Ancien Régime

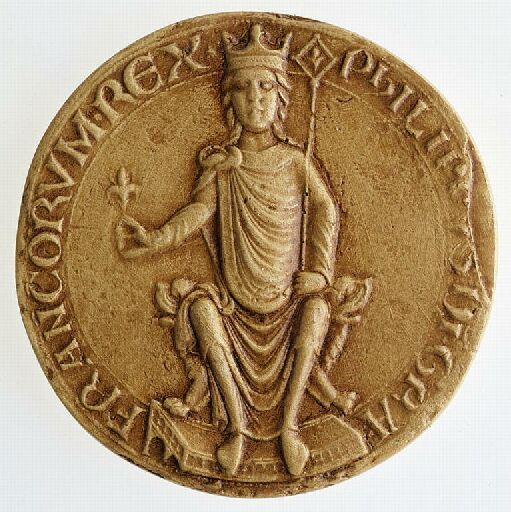
Sceau royal de Philippe Auguste.

La fonction de gardien des sceaux de France (le grand sceau, utilisé pour les actes les plus importants et le sceau privé pour les actes courants) était dévolue au Moyen Âge au chancelier. Par la procédure du sceau du roi, le chancelier donnait force exécutoire à l'acte royal. Or, celui-ci pouvait refuser de sceller un acte royal lorsque la décision du roi lui semblait avoir été prise en violation avec la tradition politique de la monarchie française. À cette occasion, le chancelier adressait au roi des remontrances dans lesquelles il expliquait les motivations de son refus. Ce rôle du chancelier fut confirmé par le pouvoir royal lui-même puisqu'en 1318 une ordonnance du roi Philippe V est venue interdire au chancelier de sceller un acte contraire aux traditions politiques de la monarchie française. Par ailleurs, en qualité d'officier, le chancelier était inamovible, le roi ne pouvait pas le destituer. Cependant le roi, parce que seul souverain, pouvait passer outre ces remontrances et intimer au chancelier de sceller l'acte en question. Le chancelier devait s'exécuter mais dégageait sa responsabilité en dressant en fin d'acte " Lettre scellée de l'express mandement du roi". 
Toutefois, lorsque le roi avait affaire à un chancelier hostile ou en cas d'indisponibilité du chancelier, pour maladie ou absence de la cour, le roi lui ôtait sa fonction de garde des sceaux royaux pour la confier au garde des sceaux. Celui-ci n'ayant pas le statut d'officier, il était donc révocable et ne pouvait s'opposer à la politique royale. Il perdait cette charge au retour du chancelier.
La fonction de garde des sceaux fut créée par Philippe Auguste. Le 3 juillet 1194, Philippe Auguste affronte Richard Cœur de Lion aux abords de la forêt de Fréteval (près de Vendôme). Richard lui inflige une cuisante défaite, à l'issue de laquelle le roi de France perd ses équipages, son trésor et ses archives. Philippe Auguste fut contraint de reconstituer ses archives et confia cette mission à frère Guérin, qui créa le trésor des Chartes où furent déposés à partir de 1195 les registres et archives particulières de la couronne royale. Philippe Auguste fit élever Guérin dès 1201 à la dignité de garde des sceaux, chargé de conserver les sceaux et les archives royales, pendant la vacance de la chancellerie ; il obtiendra le titre de chancelier en 1223, sous Louis VIII.
Après la mort de Guérin, la chancellerie demeure vacante jusqu'en 1329. Les gardes des sceaux se succèdent, souvent appelés chanceliers quand ils ne se donnent pas le titre eux-mêmes, jusqu'à Guillaume de Sainte-Maure qui recouvre le titre de chancelier de France.
En 1356, l'évêque d'Avranches, Foulques Bardoul, est nommé garde du sceau du Châtelet (petit sceau), pendant la destitution du chancelier Pierre de La Forest.
Par la suite Adam Fumée, médecin de Louis XI, est chargé de la garde des sceaux, ôtés au chancelier Pierre Doriole. Charles VIII le désigne à nouveau à la mort du chancelier Guillaume de Rochefort.
Au milieu du XVIe siècle, après le procès du chancelier Guillaume Poyet, émergea l'idée que les grands offices de la couronne étaient conférés à leur titulaire à vie. Il fallait donc, pour le roi, pouvoir nommer un personnage remplaçant le chancelier lors de la disgrâce de ce dernier. Par un édit à Amboise d'avril 1551, François Olivier étant un chancelier sans les sceaux depuis le 2 janvier, Henri II crée un office de garde des sceaux de France, dotés de tous les pouvoirs du chancelier c'est-à-dire la direction de la justice, le scellement et l'expédition des actes royaux et la présidence des conseils du roi ; et à la vacation, ou mort, du chancelier, ce garde des sceaux de France lui succèdera en tant que chancelier de France. Jean de Bertrand tiendra les sceaux jusqu'à la mort du roi Henri II, où François II les rendra à Olivier le 10 juillet 1559.

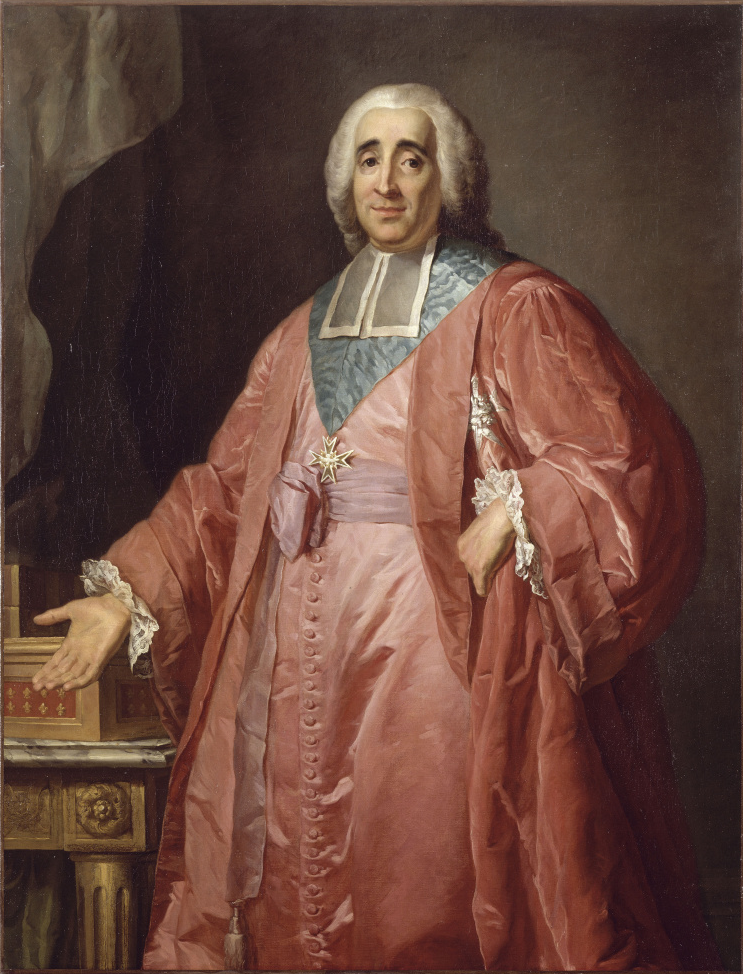
Le chancelier Maupeou, la main ouverte devant le coffret des sceaux.

Lorsque les relations entre le souverain et le chancelier se détendaient, le roi créait un garde des sceaux (on disait qu'il « reprenait les sceaux » au chancelier) et le chancelier n'avait plus qu'un rôle honorifique. À la différence du chancelier, le garde des sceaux était révocable à volonté par le souverain ; c'était donc un poste politique, assez proche dans son fonctionnement de celui du contrôleur général des finances.
Sous le règne de Louis XV, les chanceliers d'Aguesseau et de Lamoignon sollicitèrent au roi la création d'un garde des sceaux destiné non pas à les remplacer, mais à les seconder dans leur tâche. C'est toutefois le garde des sceaux qui conservait le coffret des sceaux royaux et présidait au scellement des actes royaux. Il était également le chef de la justice et contrôlait la Librairie, c'est-à-dire la censure des ouvrages jugés subversifs.
À part sous les règnes de Louis XIV et de Louis XV, la fonction de garde des sceaux menait généralement à la charge de chancelier. Sous Louis XVI, quatre gardes des sceaux se suivirent ainsi, alors que le chancelier Maupeou ne mourut qu'en 1792.
Le décret du 27 novembre 1790 supprime l'office de chancelier de France.
En 1791, le ministre de la Justice garde du sceau de l'État remplace le chancelier de France et le garde des sceaux de France.

## Depuis 1848
Le titre de garde des Sceaux est réutilisé au XIXe siècle et encore de nos jours, comme celui de ministre de la Justice. Il est le dépositaire de tous les sceaux, dont le sceau de la République utilisé pour sceller les actes constitutionnels. Il est un élément à part entière du pouvoir exécutif.